# Georgina García Pérez
Georgina García Pérez, née le 13 mai 1992 à Barcelone, est une joueuse de tennis espagnole, professionnelle depuis 2014.
À ce jour, elle a remporté un titre en double dames sur le circuit WTA.

## Carrière
Elle dispute ses premières compétitions sur le circuit ITF en 2009 puis passe professionnelle seulement en 2014 après plus de deux ans à l'écart des courts. Début 2018, elle remporte son 10e titre ITF en simple à Andrézieux-Bouthéon contre Arantxa Rus. Elle a par ailleurs remporté 12 tournois en double sur ce même circuit.
En 2018, pour ses débuts sur le circuit WTA, elle remporte le tournoi de Budapest en double avec la Hongroise Fanny Stollár. Les deux joueuses jouent deux mois plus tard une finale à Rabat, mais s'inclinent cette fois-ci.

## Palmarès

### Titre en double dames
| No | Date       | Nom et lieu du tournoi         | Catégorie | Dotation  | Surface    | Partenaire    | Finalistes                       | Score            |          |
| -- | ---------- | ------------------------------ | --------- | --------- | ---------- | ------------- | -------------------------------- | ---------------- | -------- |
| 1  | 19-02-2018 | Hungarian Ladies Open Budapest | Intern'l  | 250 000 $ | Dur (int.) | Fanny Stollár | Kirsten Flipkens Johanna Larsson | 4-6, 6-4, [10-3] | Parcours |

### Finales en double dames
| No | Date       | Nom et lieu du tournoi                            | Catégorie | Dotation  | Surface      | Vainqueures                            | Partenaire          | Score    |          |
| -- | ---------- | ------------------------------------------------- | --------- | --------- | ------------ | -------------------------------------- | ------------------- | -------- | -------- |
| 1  | 30-04-2018 | Grand Prix de SAR La Princesse Lalla Meryem Rabat | Intern'l  | 250 000 $ | Terre (ext.) | Anna Blinkova Raluca Olaru             | Fanny Stollár       | 6-4, 6-4 | Parcours |
| 2  | 29-04-2019 | Grand Prix De SAR La Princesse Lalla Meryem Rabat | Intern'l  | 226 750 $ | Terre (ext.) | María José Sánchez Sara Sorribes Tormo | Oksana Kalashnikova | 7-5, 6-1 | Parcours |

### Titre en double en WTA 125
| No | Date       | Nom et lieu du tournoi        | Catégorie | Dotation  | Surface    | Partenaire          | Finalistes                                | Score     |          |
| -- | ---------- | ----------------------------- | --------- | --------- | ---------- | ------------------- | ----------------------------------------- | --------- | -------- |
| 1  | 16-12-2019 | Engie Open de Limoges Limoges | WTA 125   | 115 000 $ | Dur (int.) | Sara Sorribes Tormo | Ekaterina Alexandrova Oksana Kalashnikova | 6-2, 7-63 | Parcours |

## Parcours en Grand Chelem

### En simple dames
| Année | Open d'Australie | Open d'Australie | Internationaux de France | Internationaux de France | Wimbledon | Wimbledon         | US Open | US Open           |
| ----- | ---------------- | ---------------- | ------------------------ | ------------------------ | --------- | ----------------- | ------- | ----------------- |
| 2017  | —                | —                | —                        | —                        | Q1        | Sachia Vickery    | —       | —                 |
| 2018  | —                | —                | 2e tour (1/32)           | Caroline Wozniacki       | —         | —                 | Q3      | Marie Bouzková    |
| 2019  | Q1               | Lizette Cabrera  | Q3                       | Antonia Lottner          | Q1        | Wang Xiyu         | Q2      | Varvara Lepchenko |
|       |                  |                  |                          |                          |           |                   |         |                   |
| 2021  | Q2               | Sara Errani      | Q1                       | Mayo Hibi                | Q1        | Anhelina Kalinina | —       | —                 |
| 2022  | —                | —                | Q1                       | Natalia Vikhlyantseva    | —         | —                 | Q3      | Léolia Jeanjean   |

N.B. : à droite du résultat se trouve le nom de l'ultime adversaire.

### En double dames
| Année | Open d'Australie                 | Open d'Australie      | Internationaux de France     | Internationaux de France  | Wimbledon                 | Wimbledon              | US Open | US Open |
| ----- | -------------------------------- | --------------------- | ---------------------------- | ------------------------- | ------------------------- | ---------------------- | ------- | ------- |
| 2018  | —                                | —                     | —                            | —                         | 2e tour (1/16) F. Stollár | N. Melichar K. Peschke | —       | —       |
|       |                                  |                       |                              |                           |                           |                        |         |         |
| 2020  | 2e tour (1/16) S. Sorribes Tormo | J. Brady C. Dolehide  | —                            | —                         | Annulé                    | Annulé                 | —       | —       |
| 2021  | 1er tour (1/32) O. Kalashnikova  | K. Flipkens A. Klepač | 1er tour (1/32) J. Wachaczyk | G. Dabrowski L. Fernandez | —                         | —                      | —       | —       |

N.B. : le nom de la partenaire se trouve sous le résultat ; le nom des ultimes adversaires se trouve à droite.

## Parcours en «Premier Mandatory» et «Premier 5»
Découlant d'une réforme du circuit WTA inaugurée en 2009, les tournois WTA « Premier Mandatory » et « Premier 5 » constituent les catégories d'épreuves les plus prestigieuses, après les quatre levées du Grand Chelem.

### En simple dames
| Année |              | Premier Mandatory | Premier Mandatory | Premier Mandatory        | Premier Mandatory |      | Premier 5 | Premier 5 | Premier 5  | Premier 5 | Premier 5 | Premier 5 | Premier 5 |
| Année | Indian Wells | Miami             | Madrid            | Pékin                    | Doha              | Doha | Rome      | Canada    | Cincinnati | Wuhan     | Wuhan     |           |           |
| Année | Indian Wells | Miami             | Madrid            | Pékin                    | Doha              | Doha | Rome      | Canada    | Cincinnati | Wuhan     | Wuhan     |           |           |
| Année | Indian Wells | Miami             | Madrid            | Pékin                    | Doha              | Doha | Rome      | Canada    | Cincinnati | Wuhan     | Wuhan     |           |           |
| 2018  |              |                   |                   | 1er tour (1/32) D. Vekić |                   |      |           |           |            |           |           |           |           |

Sous le résultat, l’ultime adversaire.

## Parcours en Fed Cup
| #                                                           | Date       | Lieu       | Surface    | Gagnante(s)                                       | Perdante(s)               | Score          |          |
| ----------------------------------------------------------- | ---------- | ---------- | ---------- | ------------------------------------------------- | ------------------------- | -------------- | -------- |
|                                                             |            |            |            |                                                   |                           |                |          |
| 2019 - 1er tour (groupe mondial II) - Japon - Espagne - 2-3 |            |            |            |                                                   |                           |                |          |
| 1                                                           | 09/02/2019 | Kitakyūshū | Dur (int.) | Georgina García Pérez                             | Misaki Doi                | 6-2, 4-6, 7-62 | Parcours |
| 1                                                           | 09/02/2019 | Kitakyūshū | Dur (int.) | Georgina García Pérez                             | Nao Hibino                | 6-3, 1-6, 6-1  | Parcours |
| 1                                                           | 09/02/2019 | Kitakyūshū | Dur (int.) | Georgina García Pérez María José Martínez Sánchez | Miyu Kato Makoto Ninomiya | 6-1, 6-3       | Parcours |

## Classements WTA en fin de saison
| Année          | 2009 | 2010 | 2011 |  | 2014 | 2015 | 2016 | 2017 | 2018 | 2019 | 2020 | 2021 | 2022 | 2023 |
| Rang en simple | 820  | 751  | 900  |  | 821  | 317  | 288  | 244  | 124  | 253  | 190  | 225  | 562  | 360  |
| Rang en double | –    | 735  | 465  |  | –    | 257  | 121  | 270  | 98   | 96   | 82   | 126  | 379  | 209  |

Source : (en) Classements de Georgina García Pérez sur le site officiel de la Fédération internationale de tennis